# Ennio Neri
Ennio Neri (Roma, 9 novembre 1891 – Roma, 3 agosto 1985) è stato un compositore e poeta italiano.

## Biografia
Nato da Vittorio Neri ed Emilia Maddalena, si laurea in Giurisprudenza e diviene funzionario al Ministero dei Lavori Pubblici. Manifesta fin da ragazzo il suo particolare estro poetico. Le sue poesie e le sue prose, per ben quindici anni consecutivi, saranno ospitate sulla rivista Rugantino. È  autore di famose canzoni (anche in dialetto romanesco) che fanno il giro del mondo (alcune lanciate dalla diva del varietà Anna Fougez), come Mignanelli, Fox-trot delle piume, Quanno a Roma ‘na maschietta te vò bene, Fiocca la neve, Com’è bello fa l’amore quann’è sera , Serenata sincera, Abat-jour, Perfidia, Ah come son felice, Addio mia bella signora e Sono tre parole. Dai primi Anni Venti diventa una personalità di spicco nel mondo della canzone, frequentando i salotti romani dove incontrava artisti come Petrolini, Trilussa, Tito Schipa, Checco Durante. 
Ennio Neri è considerato "uno dei pionieri della canzonetta italiana". La sua carriera di autore comincia nel 1919 per la casa musicale Franchi; continua per diversi anni in esclusiva con la casa editrice la Canzonetta di Feola, che gli dà modo di partecipare a numerosi festival di Piedigrotta; prosegue infine con la casa editrice Carish di Milano. Le sue canzoni, nate dalla collaborazione coi più importanti musicisti dell’epoca (Bonavolontà, Rulli, Simi, Mariotti, Seracini, Ruccione, Derevitsky, Bixio) saranno cantate in tutto il mondo. Fra i moltissimi brani composti (oltre duecento), ricordiamo Parlami d'amore Mariù, forse la sua canzone più popolare e amata. Scritta nel 1932 e musicata da Cesare Andrea Bixio, viene inserita nel film Gli uomini che mascalzoni, interpretato da Vittorio De Sica. La canzone riscuote un successo mondiale.
Ennio Neri è anche autore del testo dell'operetta I vagabondi delle stelle, su musica di Dino Rulli, e de La Principessa Liana, su musica di Tito Schipa.
Neri partecipa due volte al Festival di Sanremo: nel 1956 con Il trenino di latta verde (interpretato da Clara Vincenzi) e nel 1958 con È molto facile dirsi addio, cantata da Giorgio Consolini e Marisa Del Frate.
Negli ultimi anni di vita ha celebrato il cinquantenario della sua iscrizione alla SIAE. Riceve inoltre dalle mani del Presidente della Repubblica Giuseppe Saragat la medaglia d’oro quale riconoscimento della sua intensa e felice attività artistica.

## Filmografia

### Attore
- Frate Francesco, regia di Giulio Antamoro (1927)